# Église du Saint-Mandylion-de-Torjok
Pour les articles homonymes, voir Église Saint-Clément.
L'église du Saint-Mandylion-de-Torjok est une église orthodoxe classique construite en pierre, située dans la ville de Torjok, dans l'oblast de Tver, en Russie européenne. L'édifice fait partie du monastère des Saints-Boris-et-Gleb de Torjok.

## Géographie
L'église est située dans la ville de Torjok, dans l'oblast de Tver. Elle se trouve au no 7 de la rue Staritskaïa de Torjok.

## Histoire
L'église a été construite selon le projet de l'architecte Nikolaï Lvov entre 1804 et 1911. L'église fut fermée par les autorités soviétiques en 1930, et l'église ne fonctionne actuellement pas,.

## Patrimonialité
L'édifice est classé dans la liste de l'héritage patrimonial de la Russie d'importance fédérale comme partie du monastère des Saints-Boris-et-Gleb de Torjok.